# ホドシュ
ホドシュ（Hodoš, ハンガリー語：Hodos）は、スロベニアの市である。